# Callyspongia pulvinata
Callyspongia pulvinata är en svampdjursart som först beskrevs av Lindgren 1897.  Callyspongia pulvinata ingår i släktet Callyspongia och familjen Callyspongiidae. Inga underarter finns listade i Catalogue of Life.